# IC 3023
IC 3023 ist eine irreguläre Zwerggalaxie vom Hubble-Typ Im im Sternbild Coma Berenices am Nordsternhimmel. Sie ist rund 34 Millionen Lichtjahre von der Milchstraße entfernt.
Das Objekt wurde am 7. Mai 1904 von Royal Harwood Frost entdeckt.